# Tragedia griega

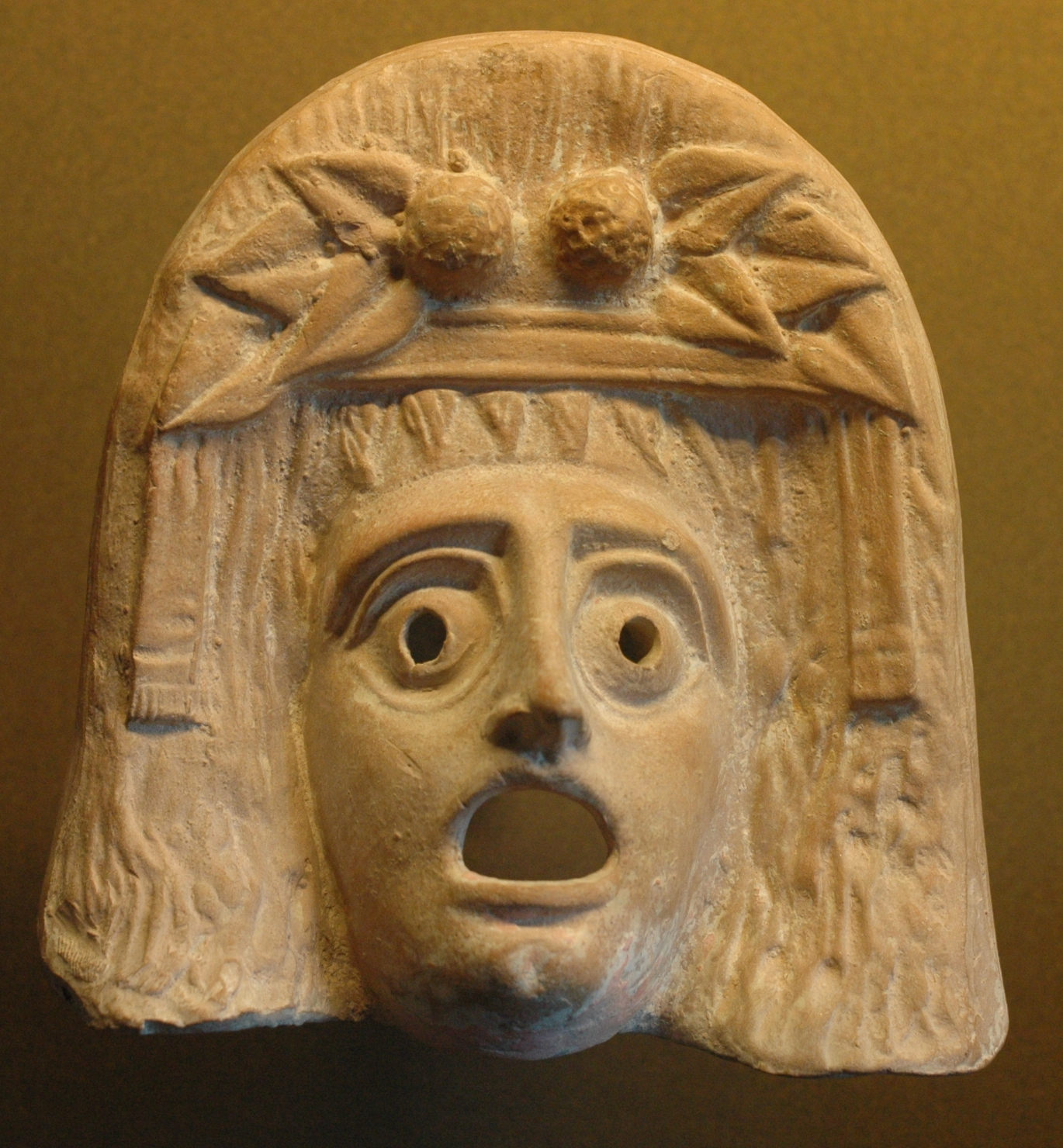
Máscara de Dioniso conservada en el Louvre.

La tragedia griega es un género teatral originario de la Antigua Grecia. Inspirado en los mitos y representaciones sagradas que se hacían en Grecia y Anatolia, alcanza su apogeo en Atenas del siglo V a. C. Su influencia llega sin grandes modificaciones hasta el Romanticismo, época en la que se abre la discusión sobre los géneros literarios, mucho más de lo que lo hizo durante el Renacimiento.
Desde el punto de vista de la Teoría de la Literatura, debido a la larga evolución de la tragedia griega a través de muchos años, resulta difícil dar una definición unívoca  del término tragedia, ya que varía según la época histórica o el autor de quien se trate.
En la Edad Antigua, cuando se sabía poco o nada del género, el término asume el significado de «obra de estilo trágico», y estilo trágico deviene en un sinónimo bastante genérico de amor o estilo ilustre, como De vulgari eloquentia, de Dante Alighieri.
El argumento de la tragedia es la caída de un personaje importante. El motivo de la tragedia griega es el mismo que el de la épica, es decir el mito, pero desde el punto de vista de la comunicación, la tragedia desarrolla significados totalmente nuevos: el mythos (μύθος) se funde con la acción, es decir, con la representación directa (δρᾶμα, drama), donde el público ve con sus propios ojos personajes que aparecen como entidades distintas que actúan de forma independiente en la escena (σκηνή), provisto cada uno de su propia dimensión psicológica.
Algunas características del género son: 
- Héroes ilustres.
- Los relatos provienen de mitos o leyendas.
- Son escritos extensos.
- Trata sobre conflictos universales.

Los más importantes y reconocidos autores de la tragedia fueron Esquilo, Sófocles y Eurípides que, en diversos momentos históricos, afrontaron los temas más sensibles de su época.

## Origen y evolución de la tragedia

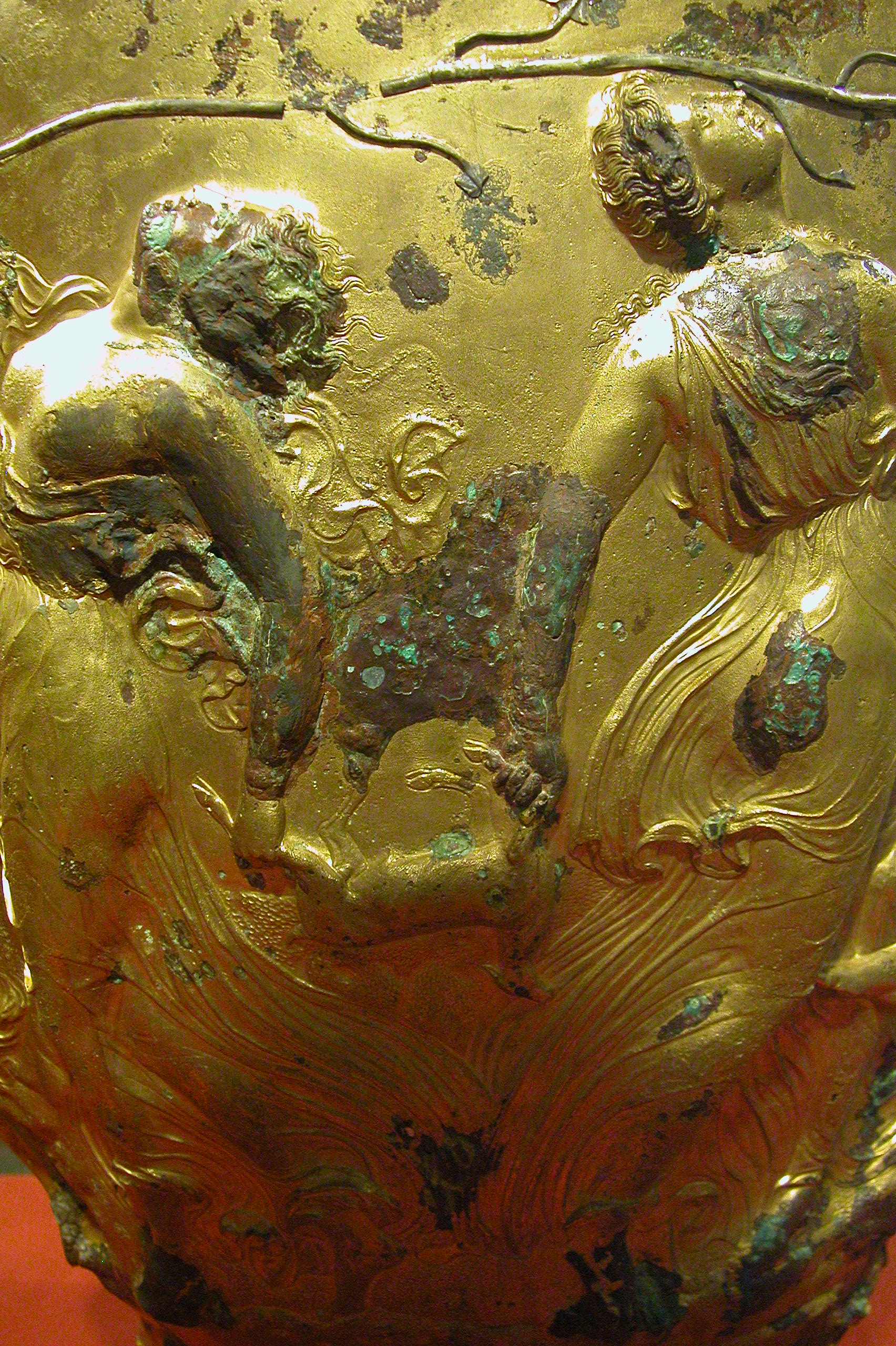
Sacerdotisas danzantes, que llevan un cordero o macho cabrío para sacrificios.

El origen de la tragedia griega es uno de los tradicionales problemas no resueltos por la filología clásica. Existen al respecto cuatro teorías:
1. Aristotélico-dionisiaca. Basada en testimonios que van desde Heródoto y Aristóteles hasta el léxicon bizantino Suda. Entre los modernos, la siguen Nietzsche, Maurice Croiset, Max Pohlenz, Frank Brommer y C. Del Grande. Sería una evolución del ditirambo en honor de Dioniso, obra en una primera fase de Arión y en una segunda de Tespis.
2. Antropológico-etnológica. Seguida por Lewis Richard Farnell, William Ridgeway, Thomson, Murray, Untersteiner etc. El origen vendría de formas mímico-dramáticas, (δρώµενα), en homenaje a los sufrimientos de diversos héroes, como Adrasto, en el ámbito de los cultos mistéricos, pero que luego Clístenes pasó a los ritos Dionisiacos.
3. Mítico-religiosa. Se inspira en la historia de las religiones. Son representaciones en honor de héroes sacrificados (lamentaciones, exaltación de gestas, etc.) y no el elemento dionisíaco, considerado posterior y tardío. La sostienen Martin Persson Nilsson, Eva Cantarella y Frazer, entre otros.
4. Teoría de Gerald Else. Desliga de sus orígenes religiosos a la tragedia, que es para él un género laico. La tragedia se crearía en dos etapas: en una primera etapa, Tespis (representa hacia 536-532 a. C.) imita ante el espectador los sufrimientos del héroe mediante el diálogo de un coro con un actor que le responde, el ὑποκριτής, hipokrités, literalmente “respondedor”. En la segunda etapa, Esquilo (nacido hacia 525/4 a. C.) daría el paso siguiente al introducir un segundo actor en la acción que con Tespis era estática.

La fuente primaria de este debate se encuentra en la Poética de Aristóteles. En esta obra, el autor recoge documentación de primera mano sobre las etapas más antiguas del teatro en Ática. Su obra es una contribución imprescindible para el estudio de la tragedia y de la esencia del teatro.
Respecto del origen de la tragedia los antropólogos han indicado, tal como lo confirma la etimología de la palabra, que se trata de un ritual de sacrificio, en el que se ofrecían animales a los dioses. Esto se hacía sobre todo para obtener buenas cosechas y buena caza. Momentos cruciales que determinaban la vida de los antiguos eran los de cambios astrales (equinoccio y solsticio, que marcan el cambio de una estación a otra). Los sacrificios se daban en esos momentos, por ejemplo, poco después del equinoccio de primavera para asegurarse el advenimiento de esta buena estación para la agricultura. Como en otras religiones, incluso en la cristiana el momento de los sacrificios coincidía con la primavera en razón de que la difusión debió adaptarse a las fiestas paganas preexistentes, como la del 25 de diciembre, que cae cerca del Solsticio de invierno. En una época prehistórica reciente, tales sacrificios tuvieron que ser transformados en danzas rituales, en las cuales la lucha primordial era de lo bueno (representado por el día, la luz, la primavera) contra lo malo (la noche y el invierno). Triunfaba finalmente lo bueno contra lo malo.
Quedan todavía muchos puntos oscuros sobre el origen de la tragedia. El primero refiere a la etimología de tragedia (τραγῳδία). Se distinguen en esta la raíz de «macho cabrío» (τράγος / trágos) y cantar (ῳδία / odía), sería «el canto del macho cabrío», quizás en referencia al premio que era dado al vencedor del certamen trágico (un macho cabrío); o el sacrificio de este animal sagrado a Dioniso, que frecuentemente acompañaba la fiesta en honor al dios. Una teoría más reciente de J. Winkler hace derivar el término tragedia del vocablo raro traghìzein (τραγὶζειν) que significa «cambiar de voz, asumir una voz de balido como las cabras», en referencia a los actores. A menos que, sugiere D'Amico, tragoidía no signifique más que simplemente «canto del macho cabrío» de los personajes satíricos que integraban el coro de las acciones sagradas a Dioniso. Otras hipótesis tentativas, han señalado una etimología que refiere a la tragedia como una oda a la cerveza.
Lo que es posible afirmar con certeza es que la raíz trag- (τραγ-), incluso antes de referirse al drama trágico, fue utilizada para significar el estado «similar al de un macho cabrío», pero también a la aspereza, la lujuria, el placer de la comida, en una serie de palabras derivadas que gravita en torno al ámbito lingüístico del rito dionisíaco.

### Del ditirambo al drama

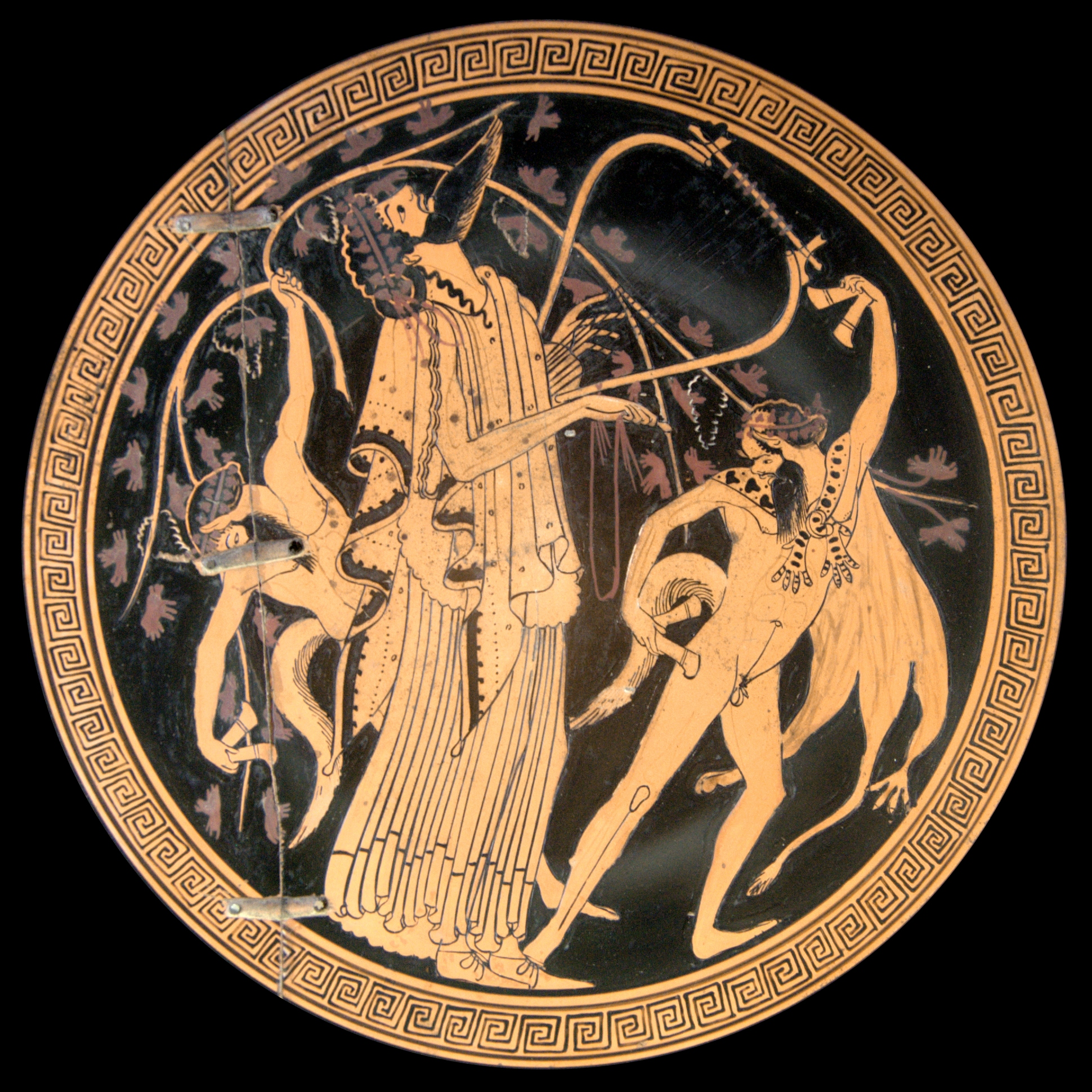
Dioniso en torno a los sátiros

Señala Aristóteles que la tragedia nace al inicio como improvisación, precisamente «del coro que entonaba el ditirambo» (ἀπὸ τῶν ἐξαρχόντων τὸν διθύραμβον, apò tōn exarchòntōn tòn ditýrambon), un canto coral en honor a Dioniso. Al inicio estas manifestaciones eran breves y de un tono burlesco porque contenían elementos satíricos; luego el lenguaje se hace más grave y cambia incluso la medida, que de verso trocaico deviene en yámbico.
El ditirambo, originalmente improvisado, asume luego, una forma escrita y preestablecida. El primer ditirambo escrito fue la obra de Arión. El coro se dirigía al thymele (θυμέλη), el altar de los sacrificios y cantaba en círculo disponiéndose en torno al mismo.
Se puede suponer que en determinado momento en el que el coro entonaba este canto en honor a Dioniso, el corifeo, es decir el portavoz del coro, habría sido separado y habría comenzado a dialogar con el coro, convirtiéndose así en un verdadero personaje. Posteriormente el mismo coro, desdoblándose en dos semicírculos, daría vida a un diálogo entre los dos corifeos, y se introduce un hypocritès (ὑποκριτής, un contestador, posteriormente significará actor), que pronunciaba las palabras de Dioniso, mientras el coro se movía a su alrededor, dando así nacimiento al drama. Del canto épico-lírico, el ditirambo se transforma en teatro.
Mientras nacía y se estructuraba la tragedia propiamente, el espíritu más popular de los ritos y de las danzas dionisíacas sobrevivía en el drama satírico.

### Las primeras tragedias
La tradición atribuye a Tespis la primera composición trágica. De esta tragedia se sabe poco, salvo que el coro estaba formado todavía por sátiros y que fue la primera tragedia ganadora de un concurso dramático. Otros dramaturgos de la época fueron Frínico, Quérilo, autor probablemente de ciento setenta tragedias (con trece victorias) y Prátinas autor de treinta y dos dramas satíricos, que en aquel momento afianzaron la representación de la tragedia.
De Frínico se tiene mayor información. Más allá de introducir en los diálogos el verso yámbico, invento el género de la tragedia con argumento histórico (La Toma de Mileto), introduciendo una segunda parte: la tragedia se encaminaba así a la trilogía, que será introducida por Esquilo. Su primera victoria en competencia se da en el año 510 a. C.

### Esquilo: la codificación
Habría sido Esquilo quien fijó las reglas fundamentales del drama trágico. Se le atribuye la introducción de máscaras y coturnos. Por otra parte, con él la tragedia empieza a ser una trilogía. Al introducir un segundo actor, hace posible la dramatización de un conflicto. La representación de la tragedia asume una duración definida (del amanecer a la puesta del sol, tanto en la realidad como en la ficción), y en el mismo día se representa la trilogía, en la cual las tres partes están relacionadas con la misma historia.
En su trabajo, si se confrontan las primeras tragedias con los de años sucesivos, se nota una evolución y un enriquecimiento de los elementos propios del drama trágico: diálogos, contrastes, efectos teatrales. Esto se debe también a la rivalidad que el viejo Esquilo debe sostener en los concursos dramáticos: con un joven rival, Sófocles, que aumenta en popularidad y que ha introducido a un tercer actor, ha complicado las tramas, desarrollando caracteres más humanos, con los cuales el público se ve identificado.
Esquilo acepta las innovaciones, aunque siendo siempre fiel a un rigor extremo, a una religiosidad casi monoteísta cuya divinidad suprema, Zeus, aparece representado a veces como un tirano, a veces como un dios omnipotente. En cuanto a los personajes, son siempre héroes; casi todos tienen características superiores a las humanas. Esquilo no busca en ellos el realismo, la naturalidad, o una cotidianidad que llegará con Eurípides, sino una sublimación suprema.

### La reforma de Sófocles
Plutarco, en la Vida de Cimón relata el primer triunfo del joven y talentoso Sófocles contra el célebre y hasta ese momento invicto Esquilo, concluido de modo insólito, sin el acostumbrado sorteo de los árbitros, que provocó el exilio de Esquilo a Sicilia. Las innovaciones que Sófocles introdujo y que le merecieron al menos veinte triunfos, referían a muchos aspectos de la representación trágica, desde los detalles más insignificantes (como los calzados blancos y los bastones curvados) hasta cambios de más peso.
Introdujo un tercer actor, que permitió que la tragedia multiplicara el número de personajes posibles, aumentó a quince el número de coreutas, interrumpió la hasta entonces obligatoria trilogía, haciendo posible la representación de dramas independientes, introdujo el uso de la escenografía. Con respecto a Esquilo, los coros trágicos de Sófocles tuvieron cada vez menos participación en la acción y comenzaron a ser espectadores de la escena y comentaristas de los hechos. Pertenece a Sófocles la introducción del monólogo (por ejemplo, Áyax o Edipo), cuya duración permitía al actor demostrar su capacidad, y al personaje expresar completamente su pensamiento. La psicología del personaje se profundiza y emerge un análisis desconocido de la verdad y del hombre. Sófocles intentó quitar el énfasis en ese estilo ampuloso, recargado y espectacular (ónkos/ὄγκος) de sus personajes y de la propia acción, para restituirlos totalmente a su función dramática. En Edipo en Colono el coro repite «la suerte mayor no nace». Las peripecias que sufren los héroes no son consecuencia de una culpa y en esto podemos ver el principio de una reflexión sobre el sufrimiento como elemento central de la condición humana.

### El realismo de Eurípides

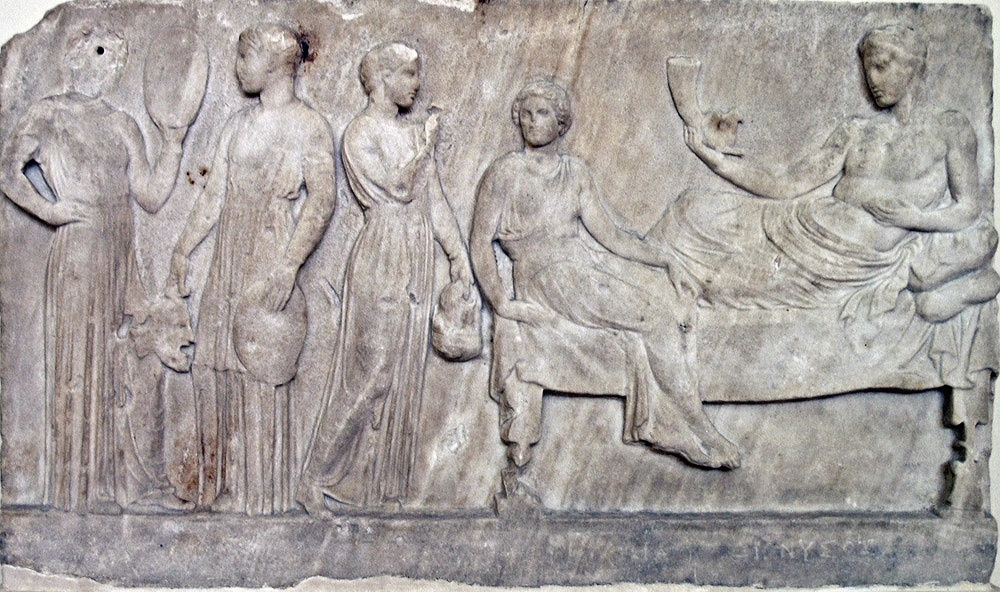
Relieve que celebra probablemente el triunfo de Las Baccantes

Las particularidades que distinguen a Eurípides de los otros dos dramaturgos son, por un lado, la búsqueda de la experimentación técnica efectuada en casi todos sus trabajos y, por otro, la mayor atención que pone en la descripción de las emociones de los personajes, analizando su evolución durante el desarrollo de los acontecimientos que narra.
La innovación absoluta del teatro de Eurípides, sin embargo, se halla en el realismo con el cual el dramaturgo traza la dinámica psicológica de los personajes. Los héroes descritos en sus obras ya no son los resueltos protagonistas de los dramas de Esquilo y Sófocles, sino que a menudo son personas problemáticas e inseguras, muy alejadas del modelo del héroe clásico. De hecho estos continúan procediendo del mundo del mito, pero su comportamiento es el de seres humanos, asediados en muchos casos por la locura, la perversidad o un deseo de venganza que pueden parecer monstruosos. No es, pues, frecuente encontrar en Eurípides los personajes luminosos de la tragedia sofocleana, ya que el sufrimiento y las humillaciones que experimentan les afectan en lo más hondo de su alma. Ésta es la razón por la que sean tan importantes las mujeres (a veces, incluso extranjeras), los esclavos y las víctimas de las guerras.
En efecto, las protagonistas femeninas de los dramas, como Andrómaca, Fedra, Medea, son las nuevas figuras trágicas de Eurípides, que presenta sabiamente como mujeres atormentadas y con impulsos irracionales que chocan con el mundo de la razón.

## Estructura de la tragedia
La tragedia griega está estructurada siguiendo un esquema rígido, cuyas formas se pueden definir con precisión. Se inicia generalmente con un prólogo, que según Aristóteles es lo que antecede a la entrada del coro. Las características generales son que se da la ubicación temporal y se une el pasado del héroe con el presente, pueden participar hasta tres actores, pero solo hablan dos y el otro interviene o puede recitar un monólogo. Se informa al espectador del porqué del castigo que va a recibir el héroe y en esta parte no interviene el coro.
Prosigue la párodos que son cantos a cargo del coro durante su entrada en la «orchestra» ὀρχήστρα, por el lateral izquierdo. En esta parte se realiza un canto lírico, donde se dan danzas de avance y retroceso; se utiliza el dialecto ático, más adecuado a los cantos corales debido a su musicalidad.
Luego comienzan los episodios que pueden ser hasta cinco. En ellos hay diálogo entre el coro y los personajes o entre personajes; es la parte más importante por ser la dramática por excelencia y expresa el pensamiento e ideas del personaje. Entre los episodios se hallan los estásimos, que son intervenciones del coro en las que se expresan las ideas políticas, filosóficas, religiosas o morales del autor.
Por último, el éxodo es la parte final de la tragedia, hay cantos líricos y dramáticos; el héroe reconoce su error. A veces es castigado con la muerte por los dioses y es allí donde aparece la enseñanza moral.

## La tragedia de Aristóteles a los contemporáneos

### Mímesis y catarsis
Como ya se ha dicho, el primer estudio crítico de la tragedia se encuentra en la Poética de Aristóteles. En ella encontramos los elementos fundamentales para la comprensión del teatro trágico, sobre todo los conceptos de mímesis (μίμησις, del verbo μιμεῖσθαι, imitar) y de catarsis (κάθαρσις, purificación). Escribe en la Poética:

La tragedia es por lo tanto imitación de una acción noble y terminada [...] la cual por medio de la piedad y del miedo termine con la purificación de tales pasiones.

En pocas palabras, las acciones que la tragedia representa no son otra cosa que las acciones más torpes que los hombres puedan realizar: su contemplación hace que el espectador se introduzca en los impulsos que los generan, por un lado simpatizando con el héroe trágico a través de sus emociones (pathos), por otro lado condenando la desmesura o el defecto a través del hýbris (ὕβρις - 'soberbia' o 'malversación', es decir, actuación contra las leyes divinas que lleva al personaje a cometer el crimen). La mímesis final representa la «retribución» por el crimen. El castigo recibido hace nacer en el individuo que asiste a la representación sentimientos de piedad y terror que permiten que la mente se purifique de las pasiones negativas que cada hombre posee. La catarsis final para Aristóteles representa la toma de conciencia del espectador, que, comprendiendo a los personajes, alcanza este estado final de conciencia, distanciándose de sus propias pasiones y alcanzando un avanzado nivel de sabiduría. El defecto o la debilidad del personaje conlleva necesariamente a su caída en cuanto predestinada (el concatenamiento de las acciones parece en cierta manera inducido por los dioses, que no actúan directamente, sino como deus ex machina). La caída del héroe trágico es necesaria, porque de un lado podemos admirar la grandeza (se trata casi siempre de un personaje ilustre, y poderoso) y por otro podemos, como espectadores, obtener un beneficio a partir de la historia. Citando las palabras de un gran estudioso de la antigua Grecia, la tragedia «es una simulación», en el sentido usado en campo científico, casi un experimento del laboratorio:

La tragedia monta una experiencia humana a partir de personajes famosos, pero los instala y los hace conducirse de tal manera que [...] la catástrofe que se presenta soportada por un hombre, aparecerá en su totalidad como probable o necesaria. Es decir, el espectador que ve todo con piedad y terror adquiere la sensación de que cuanto sucede a ese individuo, habría podido sucederle a él.
J.P.Vernant

Diferente fue, no obstante, la posición anticlasicista, fruto de la polémica romántica contra la poética neoaristotélica, que consideraban privada de sentimientos y distante de los tiempos modernos: sucede entonces que el elemento del pathos es exaltado, a veces en exceso, y que el personaje trágico aparece como víctima de una suerte injusta. El héroe trágico, en este punto tiende a acercarse a las clases sociales medias y bajas y a asumir el tono de denuncia política.

### Las tres «unidades dramáticas»
La famosa cuestión respecto a las llamadas tres unidades aristotélicas, de tiempo, de lugar y de acción tiene un interés puramente histórico. Aristóteles había afirmado que la fábula debía ser completa y perfecta, debe, en otras palabras, tener unidad, es decir un principio, un desarrollo y un final. El filósofo también afirmaba que la acción de la epopeya y de una tragedia se diferencian en la longitud

... porque en la tragedia se hace todo lo posible para realizarse la acción en una vuelta del sol, mientras que la epopeya es ilimitada en el tiempo.
Aristóteles

Así que Aristóteles exige las unidades de tiempo y de acción, pero no dice nada de la unidad de lugar. Lo importante, dice, es que el espectador pueda entender y recordar el conjunto de la representación.

### Apolíneo y dionisíaco: el análisis de Nietzsche
Fue Friedrich Nietzsche, al final del siglo XIX, quien pone en evidencia el contraste entre dos elementos principales: por un lado lo dionisíaco (la pasión que experimenta el personaje) y por otro lo apolíneo (la sabiduría y la justicia que es el elemento racional simbolizado exactamente por el dios Apolo). Contraste que estaría en la base de la némesis, el castigo divino que determina la caída o la muerte del personaje.
En la cultura de la Grecia antigua, afirma Nietzsche, «existe un contraste, enorme para el origen y el fin, entre el arte plástico, esto es lo apolíneo, y el arte no plástico de la música, que es lo dionisíaco.»

[...] estos dos instintos, por lo tanto, caminan uno al lado del otro, pero lo más distante posible, estimulándose recíprocamente a siempre nuevas reacciones gallardas para perpetuar en sí mismo incesantemente la lucha de esos contrastes, en la cual la palabra común “del arte” lanza un puente que es sólo aparente: mientras finalmente, se reúnen conjuntamente gracias a un milagro metafísico producido por la “voluntad helénica”, aparecen finalmente en apoyo y generan a este respecto la obra de arte de la tragedia del ática, que es tanto dionisíaca como apolínea.
 El nacimiento de la tragedia, Nietzsche

## El teatro trágico como fenómeno de masas

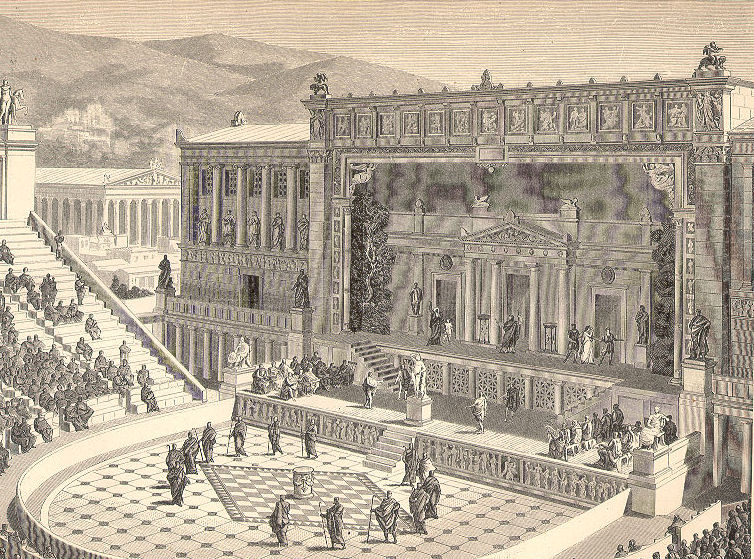
El teatro de Dioniso en Atenas (ilustración de 1891).

La tragedia antigua no era solo un espectáculo, como lo entendemos hoy, más bien se trataba de un rito colectivo de la polis. Se desarrollaba durante un período sagrado en un espacio consagrado (en el centro del teatro se hallaba el altar del dios). El teatro asume la función de caja de resonancia para las ideas, los problemas y la vida política y culturales de la Atenas democrática: la tragedia trata de un pasado mítico, pero el mito se vuelve inmediatamente metáfora de problemas profundos de la sociedad ateniense.
Respecto de lo anterior es emblemática la tragedia Los persas de Esquilo: la historia está ambientada en el palacio de Susa, capital del Imperio persa, donde desde el principio una serie de oscuros personajes, incluso el fantasma del difunto rey Darío que acusa a su sucesor, Jerjes I, de haber pecado de soberbia, es el preludio de una gran catástrofe, anunciada al final por un mensajero que, con dramatismo extraordinario, cuenta como la tropa persa es destruida en la batalla de Salamina.
La tragedia (la única de argumento histórico llegada hasta nuestros días) fue representada en el año 472 a. C., ocho años después de la batalla de Salamina, mientras la guerra contra Persia continuaba: la voz de Esquilo fue entonces un fuerte instrumento de propaganda, tanto fue así que el corego, esto es, el que costeó la escenificación de la obra, fue Pericles.
¿Una tragedia de argumento mítico de éxito, pero como vehículo de mensajes de relieve de interés civil y social implica al público tanto desde un punto de vista partícipe como difuso? Aristóteles responde a esta pregunta formulando el concepto de «catarsis» (κάθαρσις, purificación), según el cual la tragedia pone ante los hombres los impulsos pasionales e irracionales (matricidio, incesto, canibalismo, suicidio, infanticidio...), que se encuentran, más o menos conscientes, en el ánimo humano, permitiendo a los individuos desahogarse inocuamente, en una suerte de «exorcismo» en masa.
Las representaciones de las tragedias en Atenas se realizaban en las grandes Dionisias, fiestas en honor al dios Dioniso, hacia fines de marzo. Las Dionisias eran organizadas por el Estado y el arconte epónimo; quien apenas asumido el cargo, preparaba la elección de los tres ciudadanos más ricos a quien confiar la «coregia», esto es la organización del coro trágico: en la Atenas democrática los ciudadanos más acomodados eran responsables de financiar servicios públicos como «liturgias», a modo de un impuesto especial.
Durante las Dionisias se desarrollaba un torneo trágico, una competición entre tres poetas, elegidos por el arconte, posiblemente sobre la base de un guion provisional. Cada uno de ellos debía presentar una tetralogía compuesta de tres tragedias y un drama satírico. Toda la tetralogía era representada el mismo día, por la mañana; de esta manera la representación de las tragedias llevaba tres días, mientras que el último día era dedicado a la puesta en escena de los tres dramas satíricos. Al final de los tres días de competencia se le daba el premio al mejor coro, al mejor actor y al mejor poeta. El jurado estaba integrado por diez personas, elegidas al azar. Al término de las representaciones, disponían una urna y unas tablas en las que se escribía el nombre de los tres poetas en orden al mérito.
La población acudía en masa a los espectáculos y, probablemente a partir del siglo V a. C., comenzaron a acudir mujeres, niños y esclavos. La pasión de los griegos por la tragedia era arrolladora: Atenas, se decía, destinaba más dinero para el teatro que para la flota. Cuando el costo por espectador aumentó y se estableció un precio de ingreso, Pericles instituyó el theoricòn, un fondo especial para pagar la entrada de los menos pudientes.

## Las tragedias conservadas

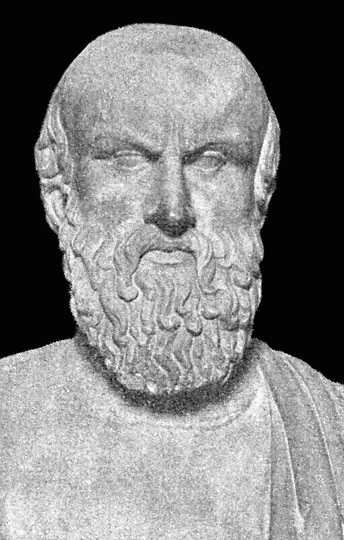
Esquilo

De las grandes producciones de la Atenas democrática se conservan solo algunas tragedias de tres autores: Sófocles, Eurípides y Esquilo.

### Esquilo
De Esquilo se tiene noticia de setenta y nueve obras, entre tragedias y dramas satíricos, de las que sobreviven siete, entre las cuales se encuentra la única trilogía sobreviviente de las tragedias antiguas, la Orestíada.
- Las suplicantes (Ἱκέτιδες / Hikètides) del 490 a. C. aproximadamente.
- Los persas (Πέρσαι / Pèrsai) del 472 a. C.
- Los siete contra Tebas (Ἑπτὰ ἐπὶ Θήβας / Heptà epì Thèbas) del 467 a. C.
- La trilogía Orestíada del 458 a. C., compuesta por:
  - Agamenón (Ἀγαμέμνων / Agamèmnon).
  - Las coéforas (Χοηφόροι / Choefòroi).
  - Las euménides (Εὐμενίδες / Eumenìdes).
- Prometeo encadenado (Προμηθεὺς δεσμώτης}} / Prometheus desmòtes), de fecha incierta.

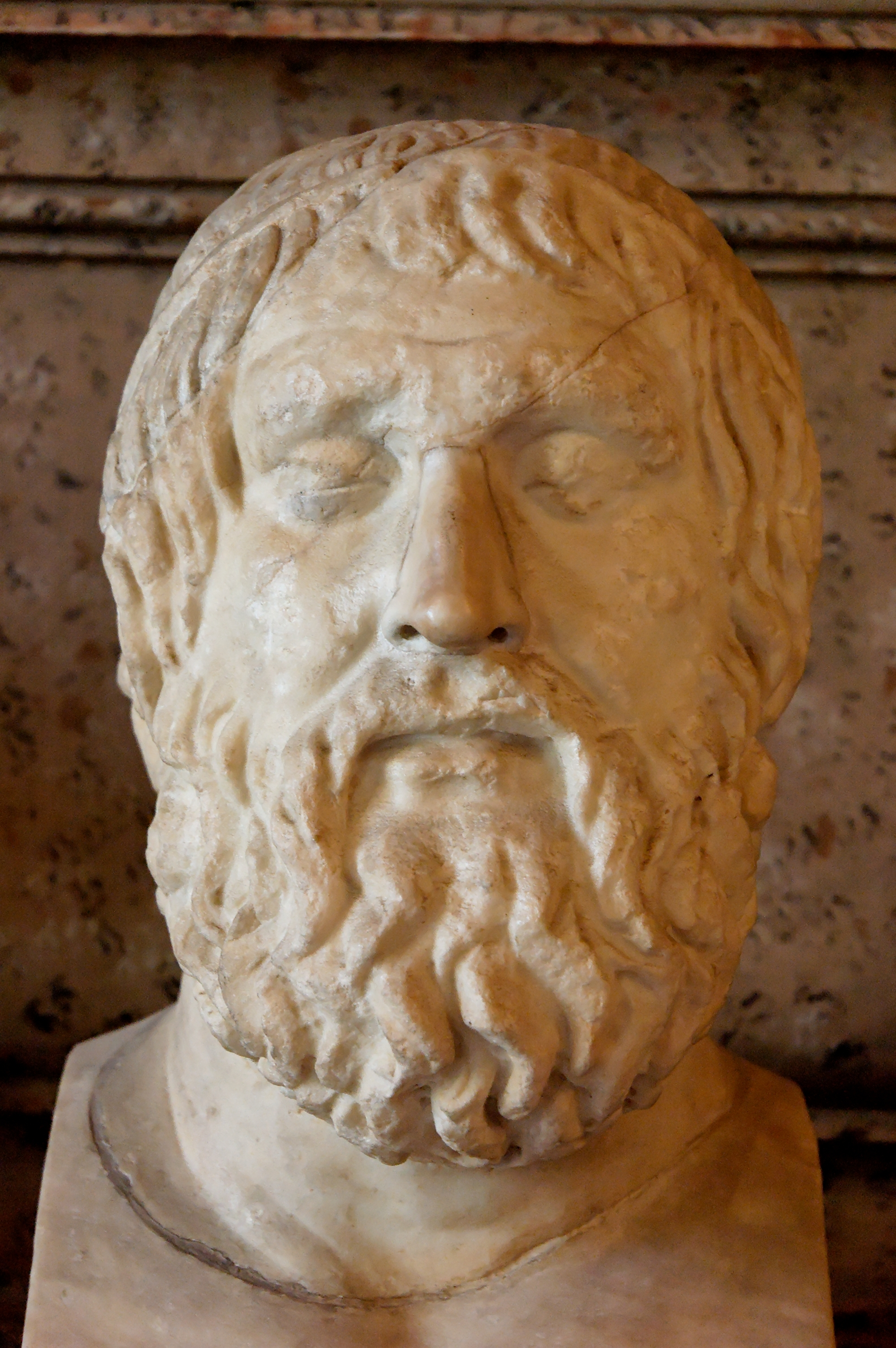
Sófocles

### Sófocles
De aproximadamente ciento treinta obras, entre tragedias y dramas satíricos, han llegado hasta nuestros días siete tragedias:
- Áyax (Αἴας / Aias) del 445 a. C.;
- Antígona ( Ἀντιγόνη / Antigone) del 442 a. C.;
- Las Traquinias (Tραχίνιαι / Trachìniai);
- Edipo Rey (Οἰδίπoυς τύραννoς / Oidìpous Tùrannos) 430 a. C.;
- Electra ( Ἠλέκτρα / Helèktra);
- Filoctetes (Φιλοκτήτης / Philoktètes) del 409 a. C.;
- Edipo en Colono (Oἰδίπoυς ἐπὶ Κολωνῷ / Oidìpous epì Kolonò) del 406 a. C.

### Eurípides

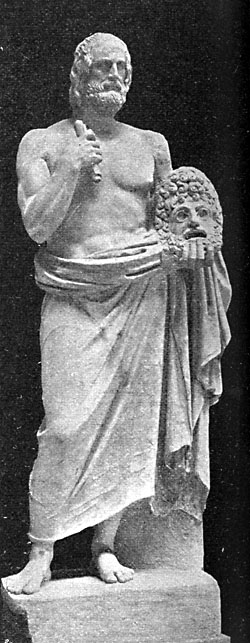
Eurípides

De Eurípides se conocen noventa y dos dramas. De ellos, sobreviven dieciocho tragedias (sin embargo una de ellas, la titulada Reso es de atribución discutida y predomina la opinión de que se trata de una obra anónima) y un drama satírico: el Cíclope. Las obras son las siguientes:
- Alcestis (Ἄλκηστις / Alkestis) del 438 a. C.;
- Medea (Μήδεια / Mèdeia) del 431 a. C.;
- Hipólito (Ἱππόλυτος στεφανοφόρος / Ippòlytos stephanephòros) del 428 a. C.;
- Los Heráclidas (Ἡρακλεῖδα / Herakleìdai);
- Las Troyanas (Τρώαδες / Troàdes) del 415 a. C.;
- Andrómaca (Ἀνδρομάχη / Andromàche);
- Hécuba (Ἑκάϐη / Hekàbe) del 423 a. C.;
- Las Suplicantes (Ἱκέτιδες / Hikétides), del 414 a. C.;
- Ion (Ἴων / Ion);
- Ifigenia entre los Tauros (Ἰφιγένεια ἡ ἐν Ταύροις / Iphighèneia he en Taùrois);
- Electra (Ἠλέκτρα / Helèktra);
- Helena (Ἑλένη / Helène) del 412 a. C.;
- Heracles (Ἡρακλῆς μαινόμενος / Heraklès mainòmenos);
- Orestes (Ὀρέστης / Orèstes) del 408 a. C.;
- Ifigenia en Áulide (Ἰφιγένεια ἡ ἐν Αὐλίδι / Iphighèneia he en Aulìdi) del 410 a. C.;
- Las Bacantes (Βάκχαι / Bàkchai) del 406 a. C.;
- El Cíclope (Κύκλωψ / Kùklops) (drama satírico);
- Reso (Ῥῆσος / Rèsos) (probablemente apócrifo).

## Otros tragediógrafos
No han subsistido obras completas de autores trágicos menores, algunos muy valorados y galardonados en su tiempo; según Snell, en el siglo VI y V hubo 46 tragediógrafos seguros, descontando los tres clásicos y los dudosos; en el IV, 45; en el III, 35, y el número sigue disminuyendo en siglos posteriores. Aparte de algunos de los ya mencionados, hay que citar a Evetes, Polifrasmón, Eveón, Notipo, Aristias, Mesato, Euforión (hijo de Esquilo), Évetes, Aristarco de Tegea, Neofrón, Agatón, Ion de Quíos, Critias, Jenocles, Aqueo, Filocles, Meleto, Licofrón, Nicómaco, Carcino el Viejo, Teodectas, Timocles, Diógenes de Sínope, Astidamante el Joven, Carcino. Lo que queda de todos estos autores puede consultarse en la edición de B. Snell- R. Kannicht (Tragicorum Graecorum Fragmenta I: Didascaliae tragicae, catalogi tragicorum et tragoediarum, testimonia et fragmenta tragicorum minorum, Gotinga 1986), así como en la edición bilingüe griego-alemán con bibliografía y notas editada por R. Kannicht (Musa Tragica. Die griechische Tragödie von Thespis bis Ezechiel, Tubinga 1991).